# Idaea aestiva
Idaea aestiva là một loài bướm đêm trong họ Geometridae.